# Tádžikistán na letních olympijských hrách
Tádžikistán na letních olympijských hrách startuje od roku 1996. Toto je přehled účastí, medailového zisku a vlajkonošů na dané sportovní události.

## Účast na Letních olympijských hrách
| Dějiště LOH            | LOH      | Vlajkonoš                       | Zlatá medaile | Stříbrná medaile | Bronzová medaile | Celkem |
| ---------------------- | -------- | ------------------------------- | ------------- | ---------------- | ---------------- | ------ |
| 1996 Atlanta           | LOH 1996 | Andrej Abduvalijev              | 0             | 0                | 0                | 0      |
| 2000 Sydney            | LOH 2000 | Khurshed Kasanov                | 0             | 0                | 0                | 0      |
| 2004 Athény            | LOH 2004 | Nargis Nabiyeva                 | 0             | 0                | 0                | 0      |
| 2008 Peking            | LOH 2008 | Dilšod Nazarov                  | 0             | 1                | 1                | 2      |
| 2012 Londýn            | LOH 2012 | Mavzuna Čorijevová              | 0             | 0                | 1                | 1      |
| 2016 Rio de Janeiro    | LOH 2016 | Dilšod Nazarov                  | 1             | 0                | 0                | 1      |
| 2020 Tokio             | LOH 2020 | Temur Rakhimov                  | 0             | 0                | 0                | 0      |
| 2024 Paříž             | LOH 2024 | Temur Rakhimov Mijgona Samadova | 0             | 0                | 3                | 3      |
| Celkem                 | 8        |                                 | 1             | 1                | 5                | 7      |
| Zdroj na Olympedia.org |          |                                 |               |                  |                  |        |